# Ion Del Rio
Ion Del Rio Arteaga (21 mei 1978) is een Spaans voormalig professioneel wielrenner. Hij reed voor onder meer Andalucia-Paul Versan. 

## Belangrijkste overwinningen
1995
- Spaans kampioen op de weg, Junioren

2003
- 4e etappe Ronde van Extremadura

## Grote rondes
| Jaar | Ronde van Italië | Ronde van Frankrijk | Ronde van Spanje |
| ---- | ---------------- | ------------------- | ---------------- |
| 2004 |                  |                     | opgave           |
| 2005 |                  |                     |                  |